# Opera (prémétro d'Anvers)
Opera (« Opéra » en néerlandais) est une station du prémétro d'Anvers, faisant dès lors partie du réseau du tramway d'Anvers. Elle est située sous les boulevards, au niveau de la Teniersplaats, non loin de l'Opéra.

## Caractéristiques
Tout comme les stations Meir et Groenplaats, elle fut inaugurée le 25 mars 1975 : il s'agissait alors du premier tronçon du prémétro d'Anvers à voir le jour. La station Opera est la plus grande des dix-huit stations anversoises.
Le niveau -1 comporte le hall des guichets, et est caractérisé par un grand nombre de colonnes. Des espaces commerciaux sont présents, mais le seul commerce exploité est un kiosque situé au milieu du hall.
Au niveau -2 se trouvent les deux quais. On y trouve également le centre névralgique du réseau, à savoir une salle de contrôle des lignes avec écrans vidéos. Sur le quai direction Meir, on trouve un emplacement pour des Escalators vers le niveau -3.
Quant au niveau -3, il est fermé au public. Il abrite deux quais perpendiculaires à ceux du niveau supérieur, orientés vers la station Astrid et vers la Zuiderleien.